# Gerhard Ludwig Müller
Pour les articles homonymes, voir Müller.
Gerhard Ludwig Müller, né le 31 décembre 1947 à Mayence, alors en RFA, est un archevêque et cardinal catholique allemand, qui fut préfet de la Congrégation pour la doctrine de la foi du 2 juillet 2012 au 1er juillet 2017. Il est considéré comme critique de certaines orientations pastorales ou politiques du pape François.

## Biographie

### Formation
Gerhard Ludwig Müller naît à Finthen, dans la banlieue de Mayence. Après ses études secondaires à l'Institution Saint-Willigis, il étudie la philosophie et la théologie à Mayence, à Munich et à Fribourg-en-Brisgau. En 1977, il obtient un doctorat en théologie sous la direction du cardinal Karl Lehmann en soutenant une thèse sur le théologien protestant Dietrich Bonhoeffer.

### Prêtre
Il est ordonné prêtre le 11 février 1978 par le cardinal Hermann Volk. Il exerce ensuite des fonctions de vicaire dans trois paroisses.
En 1986, Il est appelé à la chaire de théologie dogmatique à l'université Louis-et-Maximilien de Munich.

### Évêque
Le pape Jean-Paul II le nomme évêque de Ratisbonne le 1er octobre 2002. Il reçoit la consécration épiscopale le 24 novembre suivant du cardinal Friedrich Wetter, archevêque de Munich. Il choisit comme devise épiscopale « Dominus Jesus » (Rm 10,9).
Au sein de la Conférence épiscopale allemande, il est président de la commission œcuménique, vice-président de la commission pour la foi et membre de la commission pour l’Église dans le monde. Il est également vice-président de l'association des Églises chrétiennes d'Allemagne.
Ami personnel de Benoît XVI, il est chargé de la préparation de l'édition de ses œuvres complètes (Opera omnia), une série de volumes rassemblant tous les écrits du souverain pontife. Gerhard Ludwig Müller est l'auteur de plus de quatre cents publications en théologie dogmatique, œcuménisme ou herméneutique. Son œuvre la plus importante est Katholische Dogmatik. Für Studium und Praxis der Theologie (Dogmatique catholique : pour l'étude et la pratique de la théologie).
Gerhard Ludwig Müller est également un élève de Gustavo Gutiérrez, le père de la théologie de la libération sud-américaine, avec lequel il entretient une longue et fervente amitié.

### À la curie romaine
Le 20 décembre 2007, Gerhard Ludwig Müller est nommé par Benoît XVI membre de la Congrégation pour la doctrine de la foi pour un mandat de cinq ans. Le 17 janvier 2009, il devient également consulteur du Conseil pontifical pour la culture.
En juin 2012, il est également nommé membre de la Congrégation pour l'éducation catholique et du Conseil pontifical pour la promotion de l'unité des chrétiens.
Quelques jours plus tard, le 2 juillet, il est nommé préfet de la Congrégation pour la doctrine de la foi. À cette occasion, il est élevé à la dignité d'archevêque. En tant que préfet de la Congrégation pour la doctrine de la foi, il est également président du Commission pontificale Ecclesia Dei, de la Commission biblique pontificale et de la Commission théologique internationale.
Le dimanche 12 janvier 2014, le pape François annonce au cours de l’Angélus, sa création comme cardinal qui a lieu le 22 février 2014 en même temps que celle de dix-huit autres prélats. Il reçoit alors la diaconie Sainte-Agnès-en-Agone comme titre cardinalice, diaconie dont il prend possession le 14 septembre 2014.
Il est nommé membre de la congrégation pour les Églises orientales le 19 février 2014.
En septembre 2014, il reçoit à Rome Bernard Fellay, supérieur de la Fraternité Saint-Pie-X, afin de reprendre un dialogue pour une entente et un rapprochement de la Fraternité avec Rome.
Le 9 septembre 2014, il est nommé père synodal par le pape pour participer à la troisième assemblée générale extraordinaire du synode des évêques sur la famille se déroulant du 5 au 19 octobre en qualité de préfet de la congrégation pour la doctrine de la foi.
Le pape le démet inopinément de ses fonctions le 1er juillet 2017 à la tête de la Congrégation pour la doctrine de la foi. Radio Vatican précise que le pape ne reconduit pas son mandat à la tête de la congrégation et qu'il est remplacé immédiatement par le jésuite Luis Ladaria Ferrer, jusque-là numéro deux de la congrégation. Müller affirme que l'annonce de la fin de sa charge par le pape François lui a été faite à la fin d'un rendez-vous de routine sans lui fournir de motif. Pourtant, la veille le pape l'avait embrassé sur le parvis de la basilique Saint-Pierre devant tout le monde, à la fin de la messe, en lui disant qu’il avait « toute confiance en » lui,.

### Après 2017

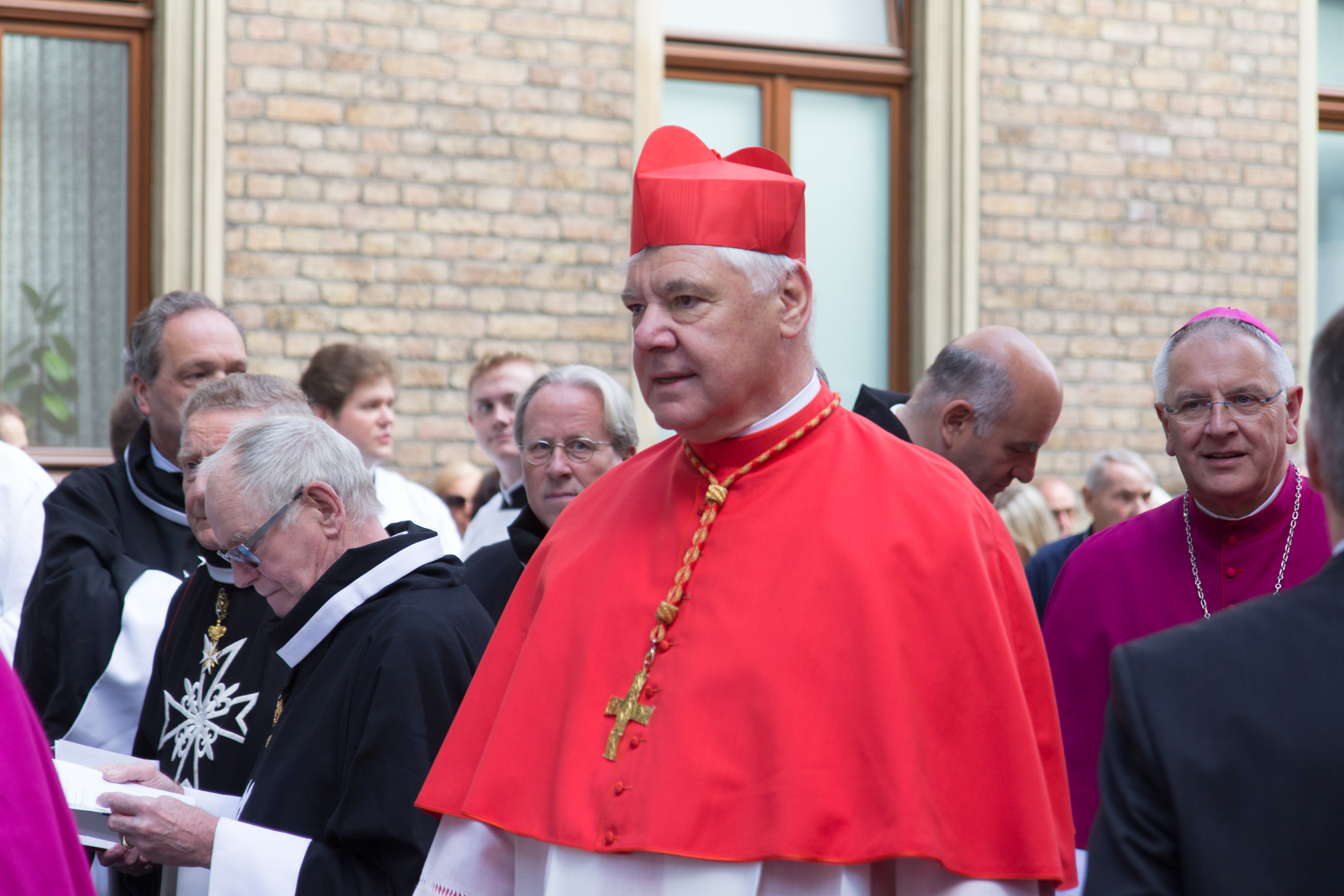
Le cardinal Müller en 2017 à Cologne.

Le cardinal Müller, libéré de ses obligations à la Curie romaine, publie des livres et parcourt le monde pour des conférences. Le 10 février 2019, il publie un manifeste de foi de cinq pages intitulé Euer Herz lasse sich nicht verwirren!  (Que votre cœur ne se trouble point!, d'après Jn 14,1), basé en grande partie sur des articles du Catéchisme de l'Église catholique et qui est une brève compilation des vérités de la foi catholique « au vu de la confusion croissante dans l'enseignement de la foi ». La lettre concise contient un exposé de la foi catholique sur les thèmes de l'unité divine et de la Trinité et de la révélation de Dieu en Jésus-Christ, l'Église, l'ordre sacramentel, la loi morale et la vie éternelle ainsi que l'appel à « marcher sur le chemin de Jésus-Christ avec détermination, obtenir la vie éternelle en obéissant à ses commandements ». Cette lettre est vivement critiquée - comme répandant des demi-vérités - par le cardinal Kasper, qui quant à lui promeut une théologie plus « œcuménique ».
Il participe au conclave de 2025 qui élit Léon XIV.

## Déclarations

### Critique de «l'ambiance de pogrom» contre l'Église catholique
En janvier 2013, le cardinal Müller, en sa qualité de préfet de la Congrégation pour la Doctrine de la Foi, a critiqué ce qu'il considérait comme une ambiance de pogrom contre l'Église catholique. Dans divers médias en Europe et en Amérique du Nord, « des attaques sont lancées contre l'Église catholique, dont l'arme remonte à la lutte des idéologies totalitaires contre le christianisme ». De ceux-ci se développe une « colère générée artificiellement, qui nous rappelle parfois déjà une ambiance de pogrom »,. Ces propos provoquent en retour des critiques de divers cercles juifs américains et de libéraux allemands, notamment sur l'utilisation du mot « pogrom ».

### Cléricalisme
Gerhard Müller a déclaré en 2019 dans la revue américaine First Things : « Le point de vue athée ressort également des arguments de ceux qui imputent les crimes d'abus à un "cléricalisme" inventé ou à la structure sacramentelle de l'Église ».

### Gestion de la crise du coronavirus
Le cardinal Müller est l'un des signataires d'un appel de l'ancien nonce aux États-Unis, Carlo Maria Viganò, le 8 mai 2020 avec le titre latin Veritas liberabit vos! (La vérité vous libérera, selon Jn 8,32). Cet appel en une semaine reçoit quarante mille signatures. Il est vivement critiqué comme « complotiste » par le site Internet de la Conférence épiscopale allemande. Les signataires de cet appel déplorent que sous le prétexte de la pandémie de Covid-19, les droits et libertés fondamentales de nombreux citoyens soient « restreints de manière disproportionnée et injustifiée »; la santé publique ne doit pas devenir un alibi « pour libérer les autorités civiles de leur devoir d'agir avec sagesse pour le bien commun ». Il y aurait des forces qui « souhaitent semer la panique dans la population » et qui favorisent un « isolement des individus [...] afin de pouvoir mieux les manipuler et les contrôler ». Ce serait « le prélude troublant à la création d'un gouvernement mondial hors de contrôle ».
Le président de la Conférence épiscopale allemande, Georg Bätzing, déclare en réponse, le 9 mai 2020, que la Conférence épiscopale allemande ne ferait aucun commentaire sur les appels lancés par des évêques individuels en dehors d'Allemagne, et a souligné que l'évaluation de la pandémie par la Conférence épiscopale était fondamentalement différente de celle de cet appel du 8 mai. Les évêques allemands avaient déclaré à propos de cette pandémie que les restrictions, y compris celles concernant les services religieux, étaient « sensées et responsables ». En même temps, les évêques de la Conférence épiscopale allemande sont d'avis que les restrictions pourraient être assouplies à nouveau avec responsabilité et sens des proportions.
Michael Prüller, directeur de la communication de l'archidiocèse de Vienne et porte-parole de l'archevêque de Vienne (le cardinal Christoph Schönborn), déclare dans le journal Der Sonntag que cet appel du 8 mai témoigne d'« un alarmisme non chrétien » et qu'il est « malhonnête de prétendre à une conspiration sans donner les faits à soulever et sans définir ces "forces" qui chercheraient à nous asservir ».
De plus le cardinal Müller déclare à la radio EWTN Deutschland : « Nous devons prendre position contre l'instrumentalisation de ce virus et de cette crise mondiale par certaines dictatures ou par des groupes idéologiques qui utilisent maintenant l'occasion de supprimer l'Église et de supprimer la vie sacramentelle de l'Église ».
Il prend de nouveau position en décembre 2021 à propos de la pandémie de Covid-19, contre les « élites financières » qui voudraient profiter de la crise pour accroître leur contrôle sur la population, s'en prenant notamment à Klaus Schwab, Bill Gates et George Soros. Le président de la Conférence des rabbins européens, le commissaire allemand à l’antisémitisme et le président du Conseil central des Juifs en Allemagne ont déclaré que ces propos étaient antisémites et appelé le Vatican à prendre ses distances avec les déclarations de l'archevêque,.

## Publications
- Bonhoeffers Theologie der Sakramente, in Frankfurter Theologische Studien, n° 28, Verlag Josef Knecht, Frankfurt am Main 1979,  (ISBN 3-7820-0439-6).
- John Henry Newman begegnen (Zeugen des Glaubens), St. Ulrich Verlag, Augsburg 2000,  (ISBN 3-929246-54-6).
- Gustavo Gutiérrez et Gerhard Ludwig Müller, An der Seite der Armen: Theologie der Befreiung, Sankt-Ulrich-Verlag, Augsburg 2004,  (ISBN 3-936484-40-6).
- Vom Vater gesandt. Impulse einer inkarnatorischen Christologie für Gottesfrage und Menschenbild, Pustet, Regensburg 2005,  (ISBN 978-3-7917-1957-3).
- Die Messe: Quelle christlichen Lebens, Sankt-Ulrich-Verlag, Augsburg 2002,  (ISBN 3-929246-90-2).
- Gott und seine Geschichte. Ein Gespräch über die Bibel mit Johannes Marten und Philipp v. Studnitz, Herder, Freiburg im Breisgau 2005,  (ISBN 3-451-28827-3).
- Jesus ist der Herr – Predigten und Ansprachen, Schnell & Steiner, Regensburg 2007,  (ISBN 978-3-7954-2063-5).
- (éd.) Der Glaube ist einfach. Aspekte der Theologie Papst Benedikts XVI, Pustet, Regensburg 2007,  (ISBN 978-3-7917-2097-5).
- Katholische Dogmatik für Studium und Praxis der Theologie, 10e édition, Herder, Freiburg im Breisgau 2016,  (ISBN 978-3-451-34979-9) (traduit en espagnol, italien, hongrois et chinois mandarin).
- (éd.) Joseph Ratzinger Gesammelte Schriften (16 volumes), Herder, Freiburg i. Br. 2008 ff.
- Geleitwort in: Benedikt XVI., Geistliche Schriftlesungen (in Christliche Meister, vol. 58). Ausgewählt, eingeleitet und herausgegeben von Julian R. Backes, Johannes Verlag Einsiedeln, Freiburg i. Br. 2014, 2. Aufl. 2015, pp. 7–10,  (ISBN 978-3-89411-422-0).
- Armut: Die Herausforderung für den Glauben. Préface du pape François, avec la collaboration de Gustavo Gutiérrez et Josef Sayer, Kösel-Verlag, München 2014,  (ISBN 978-3-466-37106-8).
- Die Botschaft der Hoffnung: Gedanken über den Kern der christlichen Botschaft, Herder, Freiburg im Breisgau 2016,  (ISBN 978-3-451-38888-0).[123]
- Der Papst: Sendung und Auftrag, Herder, Freiburg im Breisgau 2017,  (ISBN 978-3-451-37758-7).
- „Ihr sollt ein Segen sein“. Zwölf Briefe über das Priestertum, Herder, Freiburg im Breisgau 2018,  (ISBN 978-3-451-38310-6).
- Römische Begegnungen, Herder, Freiburg im Breisgau 2019,  (ISBN 978-3-451-38565-0).
- Der Glaube an Gott im säkularen Zeitalter, Herder, Freiburg im Breisgau 2020,  (ISBN 978-3-451-38649-7)., traduit en français sous le titre: La Force de la vérité, Artège, 2020.
- Avec Franca Giansoldati, In buona fede. La religione nel XXI secolo, Solferino, 2023,  (ISBN 978-8828211105)